# سرنته صغيرة
سِرنته صغيرة  أو ملينة صغيرة أو حشيشة البَرَص  أو لسان العصفور الصغير هي نوع من جنس سرنته في فصيلة الحمحمية.

## الأنواع
من أنواعه:
- سرنته مالسة
- سرنته مقلوبة